# Sturnella
Genre
Sturnella est un genre d'oiseaux de la famille des Icteridae.

## Liste des espèces
D'après la classification de référence (version 5.2, 2015) du Congrès ornithologique international (ordre phylogénique) :
- Sturnella neglecta – Sturnelle de l'Ouest
- Sturnella magna – Sturnelle des prés
- Sturnella lilianae – Sturnelle de Lilian

## Comportement
Il s'agit d'oiseaux grégaires et partiellement migrateurs.

## Habitat
Ces espèces vivent principalement dans des zones ouvertes : prairies, pampas et savanes.

## Répartition
Ces oiseaux peuplent l'Amérique du Nord et l'Amérique du Sud.